# Can Maret (Banyoles)
Can Maret és una masia de Banyoles (Pla de l'Estany) inclosa a l'Inventari del Patrimoni Arquitectònic de Catalunya.

## Descripció
Antiga masia de planta rectangular amb un volum afegit per la banda de migdia que conté un porxo en planta baixa i una àmplia galeria coberta a la planta principal. La fàbrica és de maçoneria, amb carreus a cantonades i hi ha algunes obertures. Inicialment hauria anat arrebossat per l'exterior. Els sostres són amb cairats en mal estat. La porta principal és feta de carreus i arc rebaixat. Hi ha un portal d'arc de mig punt al porxo, que té la teulada amb cairats, llates i encanyissat, i teula.